# 国际财务报告准则
國際財務報告準則（英語：International Financial Reporting Standards），又稱國際財務報導準則、國際會計準則，是指國際會計準則理事會（International Accounting Standards Board）编写发布的一套致力于使世界各国公司能够相互理解和比较财务信息的财务会计准则和解释公告。
国际会计准则理事会的前身为國際會計準則委員會，主要是由日本、法國、德國與美國等會計團體發起，而中國亦在1998年加入。2001年4月，新成立的决定保留並繼續修訂此前頒布的，以後新制定頒布的準則則統稱為。
国际财务报告准则包括了《财务报告概念与框架》、由国际会计准则委员会（IASC)在1973年至2001年之间颁布的的《國際會計準則》（International Accounting Standards, IASs）及其官方解釋《常設解釋委員會解釋公告》（Standing Interpretation Committee, SICs）和2001年以来国际会计准则理事会继续颁布的的国际财务报告准则及其官方的解释《解釋委員會解釋公告》（International Financial Reporting Standards Interpretations Committee, IFRSICs）以及其他技术总结和官方订正文件。
國際財務報告準則是一系列以原则性为基础的准则，它只规定了宽泛的规则而不是约束到具体的业务处理。到2002年为止，大量的国际会计准则提供了多种可选的处理方法；国际会计准则委员会的改进方案是尽量找到并减少同一业务的可选擇的处理方案。准则还为通用财务报告中重要的交易和财务事件设定识别、计量、报告和披露标准。也可能为特定的产业设置特定的规则。值得注意的是，美国并不遵守國際財務報告準則，美国一般公认会计原则（US GAAP）与國際財務報告準則在很多核算方法上存在巨大差异。

## 准则項目
- 国际财务报告准则第1号（IFRS 1）首次采用国际财务报告准则
- 国际财务报告准则第2号（IFRS 2）股票形式的报酬
- 国际财务报告准则第3号（IFRS 3）企业合并
- 国际财务报告准则第4号（IFRS 4）保险合同
- 国际财务报告准则第5号（IFRS 5）待售非流动资产及已中止业务
- 国际财务报告准则第6号（IFRS 6）矿产资源的勘查与评估
- 国际财务报告准则第7号（IFRS 7）金融工具披露
- 国际财务报告准则第8号（IFRS 8）营运分部
- 国际财务报告准则第9号（IFRS 9）金融工具
- 国际财务报告准则第10号（IFRS 10）綜合财务报告
- 国际财务报告准则第11号（IFRS 11）合营安排
- 国际财务报告准则第12号（IFRS 12）在其它實体权益的披露
- 国际财务报告准则第13号（IFRS 13）公允价值計量
- 国际财务报告准则第14号（IFRS 14）监管延期账户
- 国际财务报告准则第15号（IFRS 15）來自客户合約的收入
- 国际财务报告准则第16号（IFRS 16）租賃
- 国际财务报告准则第17号（IFRS 17）保险契約
- 国际会计准则第1号（IAS 1）财务报表的表述
- 国际会计准则第2号（IAS 2）存货
- 国际会计准则第7号（IAS 7）现金流量表
- 国际会计准则第8号（IAS 8）会计政策、会计估計的变更、以及错误
- 国际会计准则第10号（IAS 10）报告期后发生事项
- 国际会计准则第14号（IAS 14）分部报告
- 国际会计准则第16号（IAS 16）固定资产
- 国际会计准则第17号（IAS 17）租赁
- 国际会计准则第18号（IAS 18）收入
- 国际会计准则第19号（IAS 19）员工福利
- 国际会计准则第21号（IAS 21）汇率变动的影响
- 国际会计准则第24号（IAS 24）关联方披露
- 国际会计准则第27号（IAS 27）独立财务报表
- 国际会计准则第28号（IAS 28）在联营企业的投资
- 国际会计准则第32号（IAS 32）金融工具: 表述
- 国际会计准则第33号（IAS 33）每股收益
- 国际会计准则第34号（IAS 34）中期財務報告
- 国际会计准则第36号（IAS 36）资产减值
- 国际会计准则第37号（IAS 37）拔備、或然負債及或然资产
- 国际会计准则第38号（IAS 38）无形资产
- 國際會計準則第39號（IAS 39）金融工具: 確認及計量
- 国际会计准则第40号（IAS 40）房地产投资

备注：国际会计准则第3号已失效，由准则第27号和第28号替代；国际会计准则第4号被于1998年发布或修订的IAS 16、IAS 22和IAS 38取代；国际会计准则第5号已失效，由准则第1号替代；国际会计准则第6号已失效，由准则第15号替代；国际会计准则第9号被1999年7月1日生效的IAS 38取代；国际会计准则第13号已失效，由准则第1号替代。

## 采用
2002年欧盟率先同意自2005年起采用国际财务报告准则。次年，香港、英联邦属地澳大利亚、新西兰和南非也同意于2005年起采用准则。2005年，25个欧盟成员国近7千家公司同时从本国的一般公認會計原則转换为国际财务报告准则。日本于2004年同意将日本一般公认会计原则与国际财务报告准则与国际财务报告准则趋同化，并于2009年批准了采用蓝图，允许企业自行选择采用国际财务报告标准。2009年，G20各成员国首脑表示支持国际会计准则理事会的工作，主张尽快在全球性提倡该准则。2012年，俄罗斯全盘采用了国际财务报告准则。

### 中国大陸
中国大陸对国际财务报告准则的采用工作由中华人民共和国财政部负责。中国大陸于2006年2月颁布了由财政部制定的与国际财务报告准则基本一致的《企业会计准则》，并表达了未来全局采用的意愿。该准则于2007年1月1日起在上市公司范围施行，鼓励其他企业执行。在财政部副部长、中国会计准则委员会秘书长王军和国际会计准则理事会主席大卫·推迪发表的联合声明中，国际会计准则理事会表示很多国家在将本国会计准则与国际财务报告准则趋同化的过程中加入了本国国情需要但是国际财务报告准则中没有涵盖的条款和实施条款，中国大陸应当采取同样做法。理事会在讨论中还指出了由于中国大陸特殊的国情中反映出的一系列财务会计问题，这些问题对于国际会计准则理事会为国际财务报告准则寻求更好的解决途径提供了很大帮助。目前中華人民共和国会计法要求国内上市公司必须遵守中華人民共和国《企业会计准则》，不得自行采用国际财务报告准则。中華人民共和国财政部此后还参考国际财务报告准则的更新与解释陆续发布了四个《企业会计准则解释》文件。目前中国大陸证券市场中并无外资上市企业，所以外资企业在华使用国际财务报告准则的规定并无实际意义。国际财务报告准则的一部分文件已经在国际会计准则理事会监督下，由财政部陆续翻译成中文并出版，但还没有将完整的国际财务报告准则翻译成中文。中華人民共和国财政部在2010年还将中小法人国际财务部报告准则翻译成中文，但是并没有在国内的中小法人范围中实施。

### 臺灣
臺灣的负责国际财务报告准则采用的组织是财团法人会计研究发展基金会。采用将分两个阶段进行。
第一階段的對象是上市、上櫃、興櫃公司與金融業者（不含信用合作社、信用卡公司、保險經紀人及代理人）。上述企業需自2013年開始依照Taiwan-IFRSs編製財報，並提前於2012年開始於財務報表附註揭露採用IFRSs之計畫及影響等。上述公司中特定條件者可以申請提前於2011年年度報告開始額外編製採用IFRSs之報表。
第二階段的對象則是非上市上櫃及興櫃的公開發行企業、信用合作社及信用卡公司。屬於此階段企業需自2015年開始依照Taiwan-IFRSs編製財報，及自2014年開始於財務報表附註揭露計畫及影響。提前採用者則可以自2013年年度報告開始增加編製採用IFRSs之報表。預計在2015年所有企業財務報表均採用IFRSs。